# نوگزاری تسورتسومیا
نوگزاری تسورتسومیا (گرجی: ნუგზარი წურწუმია; ۲۵ فوریه ۱۹۹۷ – ۳ ژوئیه ۲۰۲۴) کشتی‌گیر فرنگی‌کار اهل گرجستان بود. پیکر بی جان وی در ۳ ژوئیه ۲۰۲۴ در منزل‌اش پیدا شد. وی چندین ماه پس از فوت پدر، مادر و برادرش اقدام به خودکشی کرد و به زندگی خود پایان داد.
از افتخارات وی می‌توان به کسب مدال طلا مسابقات قهرمانی کشتی جهان ۲۰۱۹ و دو مدال نقره مسابقات قهرمانی کشتی جهان ۲۰۲۲ و مسابقات قهرمانی کشتی جهان ۲۰۲۳ و دو برنز مسابقات قهرمانی کشتی جهان ۲۰۱۸ و مسابقات قهرمانی کشتی جهان ۲۰۲۱ اشاره کرد.

## فعالیت حرفه‌ای

### قهرمانی کشتی جهان ۲۰۱۸
تسورتسومیا در وزن ۵۵ کیلوگرم کشتی فرنگی مسابقات قهرمانی کشتی جهان ۲۰۱۸ بوداپست حاضر بود که در مسابقه‌های اول تا سوم مسلم نادری خادم از ایران، واسیلی توپویف از روسیه و سارگیس خاچاتریان از برزیل را شکست داد اما در نیمه نهایی به الدانیز عزیزلی از آذربایجان باخت و به دیدار رده‌بندی رفت. وی در دیدار رده‌بندی کااو لیگو از چین را شکست داد و مدال برنز وزن ۵۵ کیلوگرم را بدست آورد.

### قهرمانی کشتی جهان ۲۰۱۹
تسورتسومیا در وزن ۵۵ کیلوگرم کشتی فرنگی مسابقات قهرمانی کشتی جهان ۲۰۱۹ نورسلطان حاضر بود که کااو لیگو از چین، ویتالی کابالوئف از روسیه و شوتا اوگاوا از ژاپن را شکست داد و به فینال رسید. وی در فینال خورلان ژاکانشا از قزاقستان را شکست داد و مدال طلا وزن ۵۵ کیلوگرم را بدست آورد.

### قهرمانی کشتی جهان ۲۰۲۱
تسورتسومیا در وزن ۵۵ کیلوگرم کشتی فرنگی قهرمانی کشتی جهان ۲۰۲۱ اسلو شرکت کرد، او در مسابقه اول به امین صفرشایف از روسیه باخت و با توجه به حضور این کشتی‌گیر در فینال، به دیدار شانس مجدد رفت. او در مرحله شانس مجدد خورلان ژاکانشا از قزاقستان را شکست داد و به دیدار رده‌بندی رسید. وی در این دیدار نورایر هاخویان از ارمنستان را شکست داد و مدال برنز را بدست آورد.

### قهرمانی کشتی جهان ۲۰۲۲
تسورتسومیا در وزن ۵۵ کیلوگرم کشتی فرنگی مسابقات قهرمانی کشتی جهان ۲۰۲۲ بلگراد شرکت کرد، او در این مسابقات مصطفی القادی از اردن، جسوربک اورتیبکوف از ازبکستان و آمانگالی بکبولاتوف از قزاقستان را شکست داد و به فینال رسید. وی در دیدار نهایی به الدانیز عزیزلی از آذربایجان باخت و به مدال نقره رسید.

### قهرمانی کشتی جهان ۲۰۲۳
تسورتسومیا در وزن ۵۵ کیلوگرم کشتی فرنگی قهرمانی کشتی جهان ۲۰۲۳ بلگراد شرکت کرد، او در این مسابقات محمد یاسین دریدی از الجزایر، آرتیوم دلیانو از مولداوی و جسوربک اورتیبکوف از ازبکستان را شکست داد و به فینال رسید. وی در دیدار نهایی به الدانیز عزیزلی از آذربایجان باخت و به مدال نقره رسید.